# Heinrich von Waldthausen

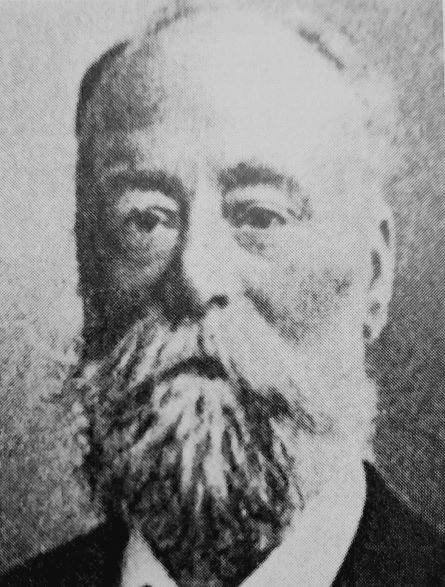
Peter August Heinrich von Waldthausen

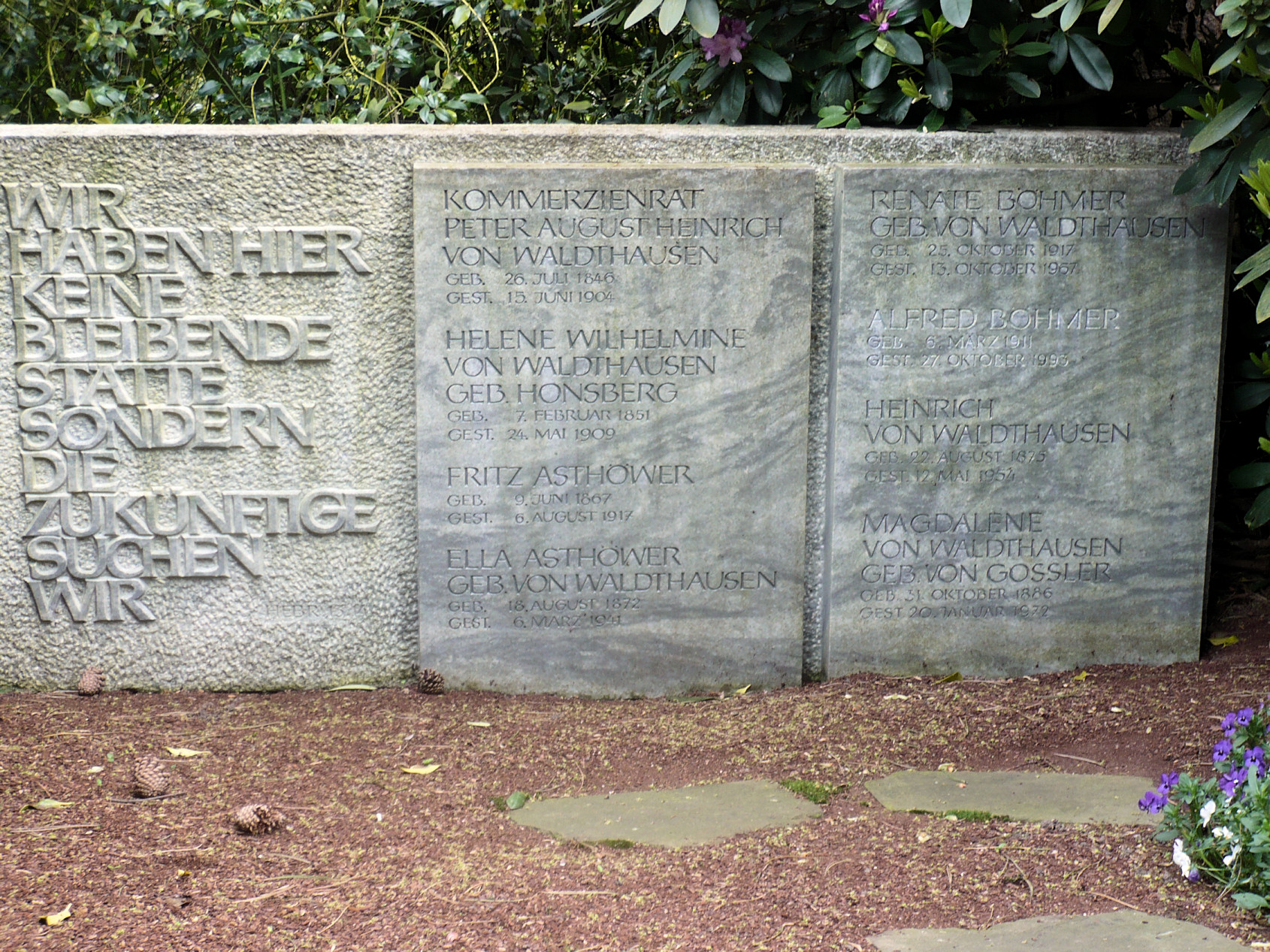
Grabmal auf dem Friedhof Bredeney in Essen

Peter August Heinrich Waldthausen, seit 1903 von Waldthausen (* 26. Juli 1846 in Essen; † 15. Juni 1904 ebenda) war ein deutscher Unternehmer, Politiker und Kommerzienrat. Er war Mitglied der einflussreichen Industriellenfamilie Waldthausen.

## Leben und Wirken
Heinrich von Waldthausen war der Sohn des Kaufmanns Gottfried Heinrich Waldthausen (1821–1876) und dessen Ehefrau Auguste, geborene Walther. Er besuchte das Gymnasium in Essen und Gütersloh, wobei er seine Sprachkenntnisse in England und in der Schweiz vertiefte. Er absolvierte eine kaufmännische Ausbildung in der Tuchfabrik von Friedrich von Halfern in Aachen-Burtscheid. Am 27. September 1870 heiratete er in Remscheid Helene Wilhelmine Honsberg (1851–1909), mit der er eine Tochter sowie einen Sohn, den späteren Bergassessor und Industriellen Heinrich Gottfried von Waldthausen (1875–1954) hatte.
In London war er in einem Wool-Broker-Geschäft tätig. In Essen wurde er Teilhaber und später Alleininhaber der Wollfirma Heinrich Waldthausen & Sohn. Nach Firmenauflösung wandte er sich industriellen Aufgaben zu. Er war Mitglied bzw. Vorsitzender im Aufsichtsrat oder Vorstand unter anderem folgender Unternehmen: Rheinisch-Westfälisches Kohlen-Syndikat, Essener Knappschaftsverein, Essener Credit-Anstalt, Bochumer Verein, Zeche Carolinenglück, Zeche Nordstern und Zeche Hagenbeck. In der Essener Gesellschaft Verein war er zudem aktiv tätig.
Im Essener Rat war von Waldthausen zwanzig Jahre lang unbesoldeter Beigeordneter in den Dezernaten Eichamt, Friedhöfe, Pfandleihe, Stadtpark. Das Amt des Stadtverordneten hatte er von 1892 bis 1904 inne. Zudem war er über sieben Jahre lang Abgeordneter des Rheinischen Provinziallandtags.
Am 30. Dezember 1901 bekam er den Titel eines Königlichen Kommerzienrats verliehen. Zudem war er Inhaber des Roten Adlerordens.
Heinrich von Waldthausen wurde auf dem Friedhof am Kettwiger Tor in Essen beigesetzt. Bei der Auflösung dieses Friedhofs wurde das Grab um 1955 auf den Friedhof Bredeney überführt.